# Symmedian

En triangel med sina tre medianer (tunna svarta), sina tre bisektriser (streckade) och sina tre symmedianer (röda). Symmedianerna skär varandra i symmedianpunkten L, bisektriserna i den inskrivna cirkens medelpunkt I och medianerna i triangelns tyngdpunkt G.

Inom euklidisk geometri är en symmedian en av tre linjer som är associerade med varje triangel och som konstrueras genom att ta en av triangelns tre medianer och spegla den i den bisektris som går genom samma hörn. Vinkeln mellan bisektrisen och medianen är därmed lika med vinkeln mellan bisektrisen och symmedianen. Symmedianerna är cevianer.
De tre symmedianerna skär varandra i symmedianpunkten, ibland även kallad Lemoines punkt eller Grebes punkt. Symmedianpunkten till en rätvinklig triangel sammanfaller med mittpunkten på höjden mot hypotenusan.
Symmedianerna är isogonallinjer till medianerna (de har samma vinkel mot bisektrisen fast ligger på motsatt sida om denna) i förhållande till deras gemensamma hörnvinkel och symmedianpunkten utgör isogonalkonjugatet till medianernas skärningspunkt, det vill säga triangelns tyngdpunkt, och vice versa.
Symmediantriangeln har sina hörn i symmedianernas skärningspunkter med de motstående sidorna.
Begreppet introducerades 1873 av den franske matematikern Emile Lemoine som "antiparallella medianer" (médianes antiparallelès), men symmedianpunkten hade noterats tidigare av L'Huilier 1809 och Grebe 1847. Beteckningen "symmedian" härstammar från Maurice d'Ocagne 1883.
Namnet är en sammansättning av det grekiska förledet συν-, syn- (som blir sym- framför "b", "m" eller "p"), "tillsammans" och median. Eftersom median har latinska rötter är namnet ett hybridord.

## Längd
Om symmedianen från hörnet i {\displaystyle C} skär {\displaystyle {\overline {AB}}} i {\displaystyle S_{c}} så ges dess längd av
{\displaystyle |{\overline {CS_{c}}}|={\frac {|{\overline {BC}}|\cdot |{\overline {AC}}|{\sqrt {2|{\overline {BC}}|^{2}+2|{\overline {AC}}|^{2}-|{\overline {AB}}|^{2}}}}{|{\overline {BC}}|^{2}+|{\overline {AC}}|^{2}}}}

### Härledning
Uttrycket ovan kan härledas ur Stewarts sats som säger
{\displaystyle |{\overline {CS_{c}}}|^{2}={\frac {|{\overline {BS_{c}}}|\cdot |{\overline {AC}}|^{2}+|{\overline {AS_{c}}}|\cdot |{\overline {BC}}|^{2}}{|{\overline {AB}}|}}-|{\overline {BS_{c}}}|\cdot |{\overline {AS_{c}}}|}
delningsförhållandet nedan som säger
{\displaystyle {\frac {|{\overline {AS_{c}}}|}{|{\overline {BS_{c}}}|}}={\frac {|{\overline {AC}}|^{2}}{|{\overline {BC}}|^{2}}}}
och
{\displaystyle |{\overline {BS_{c}}}|+|{\overline {AS_{c}}}|=|{\overline {AB}}|}
genom enkel substitution.

## Delningsförhållande
Om symmedianen från hörnet i {\displaystyle C} skär {\displaystyle {\overline {AB}}} i {\displaystyle S_{c}} så delas {\displaystyle {\overline {AB}}} i två delar som förhåller sig till varandra enligt
{\displaystyle {\frac {|{\overline {AS_{c}}}|}{|{\overline {BS_{c}}}|}}={\frac {|{\overline {AC}}|^{2}}{|{\overline {BC}}|^{2}}}}
Notera att högerledet är kvadraten på ena ledet i bisektrissatsen, så om bisektrisen skär {\displaystyle {\overline {AB}}} i {\displaystyle H_{c}} har vi alltså även förhållandet
{\displaystyle {\frac {|{\overline {AS_{c}}}|}{|{\overline {BS_{c}}}|}}={\frac {|{\overline {AH_{c}}}|^{2}}{|{\overline {BH_{c}}}|^{2}}}}

### Bevis
Vi kallar punkten i vilken medianen från hörnet i {\displaystyle C} skär {\displaystyle {\overline {AB}}} för {\displaystyle M_{c}}.
Med hjälp av sinussatsen och att {\displaystyle \sin \alpha =\sin(\pi -\alpha )} får vi
{\displaystyle {\frac {|{\overline {AM_{c}}}|}{|{\overline {AC}}|}}={\frac {\sin \angle ACM_{c}}{\sin \angle AM_{c}C}}} och {\displaystyle {\frac {|{\overline {BM_{c}}}|}{|{\overline {BC}}|}}={\frac {\sin \angle BCM_{c}}{\sin \angle BM_{c}C}}={\frac {\sin \angle BCM_{c}}{\sin \angle AM_{c}C}}}
Om vi dividerar det första av dessa uttryck med det andra (och stuvar om lite) får vi
{\displaystyle {\frac {|{\overline {AM_{c}}}|}{|{\overline {BM_{c}}}|}}={\frac {|{\overline {AC}}|}{|{\overline {BC}}|}}{\frac {\sin \angle ACM_{c}}{\sin \angle BCM_{c}}}}
På samma sätt som ovan får vi med avseende på {\displaystyle S_{c}}
{\displaystyle {\frac {|{\overline {AS_{c}}}|}{|{\overline {BS_{c}}}|}}={\frac {|{\overline {AC}}|}{|{\overline {BC}}|}}{\frac {\sin \angle ACS_{c}}{\sin \angle BCS_{c}}}}
Om vi multiplicerar uttrycket för {\displaystyle M_{c}} med uttrycket för {\displaystyle S_{c}} får vi
{\displaystyle {\frac {|{\overline {AM_{c}}}|}{|{\overline {BM_{c}}}|}}{\frac {|{\overline {AS_{c}}}|}{|{\overline {BS_{c}}}|}}={\frac {|{\overline {AC}}|^{2}}{|{\overline {BC}}|^{2}}}{\frac {\sin \angle ACM_{c}}{\sin \angle BCM_{c}}}{\frac {\sin \angle ACS_{c}}{\sin \angle BCS_{c}}}}
Men, eftersom vinkeln mellan bisektrisen och medianen är densamma som mellan bisektrisen och symmedianen gäller även (bisektrisen delar ju vinkeln {\displaystyle \angle ACB} i två lika vinklar) att
{\displaystyle \angle ACM_{c}=\angle BCS_{c}} och
{\displaystyle \angle ACS_{c}=\angle BCM_{c}}
vilket ger oss efter konstaterandet att {\displaystyle |{\overline {AM_{c}}}|=|{\overline {BM_{c}}}|}
{\displaystyle {\frac {|{\overline {AS_{c}}}|}{|{\overline {BS_{c}}}|}}={\frac {|{\overline {AC}}|^{2}}{|{\overline {BC}}|^{2}}}}
Vi ser också att om inte {\displaystyle |{\overline {AM_{c}}}|=|{\overline {BM_{c}}}|} hade gällt, det vill säga för varje annan punkt på {\displaystyle {\overline {AB}}} (låt oss kalla denna punkt {\displaystyle X'} och låt oss kalla skärningspunkten för den linje som hade varit speglingen av {\displaystyle {\overline {CX'}}} i bisektrisen för {\displaystyle X}) så hade vi haft förhållandet ("Steiners sats")
{\displaystyle {\frac {|{\overline {AX'}}|}{|{\overline {BX'}}|}}{\frac {|{\overline {AX}}|}{|{\overline {BX}}|}}={\frac {|{\overline {AC}}|^{2}}{|{\overline {BC}}|^{2}}}}.
Härigenom visas också att 
{\displaystyle {\frac {|{\overline {AX}}|}{|{\overline {BX}}|}}={\frac {|{\overline {AC}}|^{2}}{|{\overline {BC}}|^{2}}}} om och endast om {\displaystyle X=S_{c}}